# Wuhan Center
Il Wuhan Center (in cinese semplificato 武汉中心; in cinese tradizionale 武漢中心; pinyin Wǔhàn Zhōngxīn) è un grattacielo situato in Cina.